# ایچین
ایچین (به لاتین: Ichin) یک منطقهٔ مسکونی در روسیه است که در داغستان واقع شده‌است.